# Adres fizyczny
Adres fizyczny (ang. physical address) – adres pamięci pojawiający się w postaci liczby binarnej na szynie adresowej procesora w momencie odwoływania się do pamięci operacyjnej lub przestrzeni adresowej urządzeń wejścia-wyjścia. 
W przypadku procesorów zgodnych z x86, w trybie rzeczywistym procesora adres fizyczny oblicza się mnożąc zawartość rejestru segmentowego razy 16 i dodając offset, czyli adres przesunięcia w stosunku do początku segmentu. Ponieważ adresy są zapisywane szesnastkowo, korzystanie z tego schematu jest bardzo proste - wystarczy dopisać do wartości segmentu adresowego cyfrę "0" (odpowiednik mnożenia przez 16) i zwiększyć ją o offset. Natomiast w trybie chronionym procesora uzyskanie adresu fizycznego jest dużo bardziej skomplikowane – opiera się na selektorach i tablicy deskryptorów.
Adresem fizycznym nazywa się czasem też adres MAC, który jest unikatowy i przypisany na stałe każdemu urządzeniu sieciowemu (np. karcie sieciowej). Aktualnie (2019 r.) ze względu na ogromną liczbę urządzeń sieciowych podłączonych do sieci komputerowych, większość z tych urządzeń pozwala już na zmianę przypisanych im adresów MAC.